# Schloss Militsch

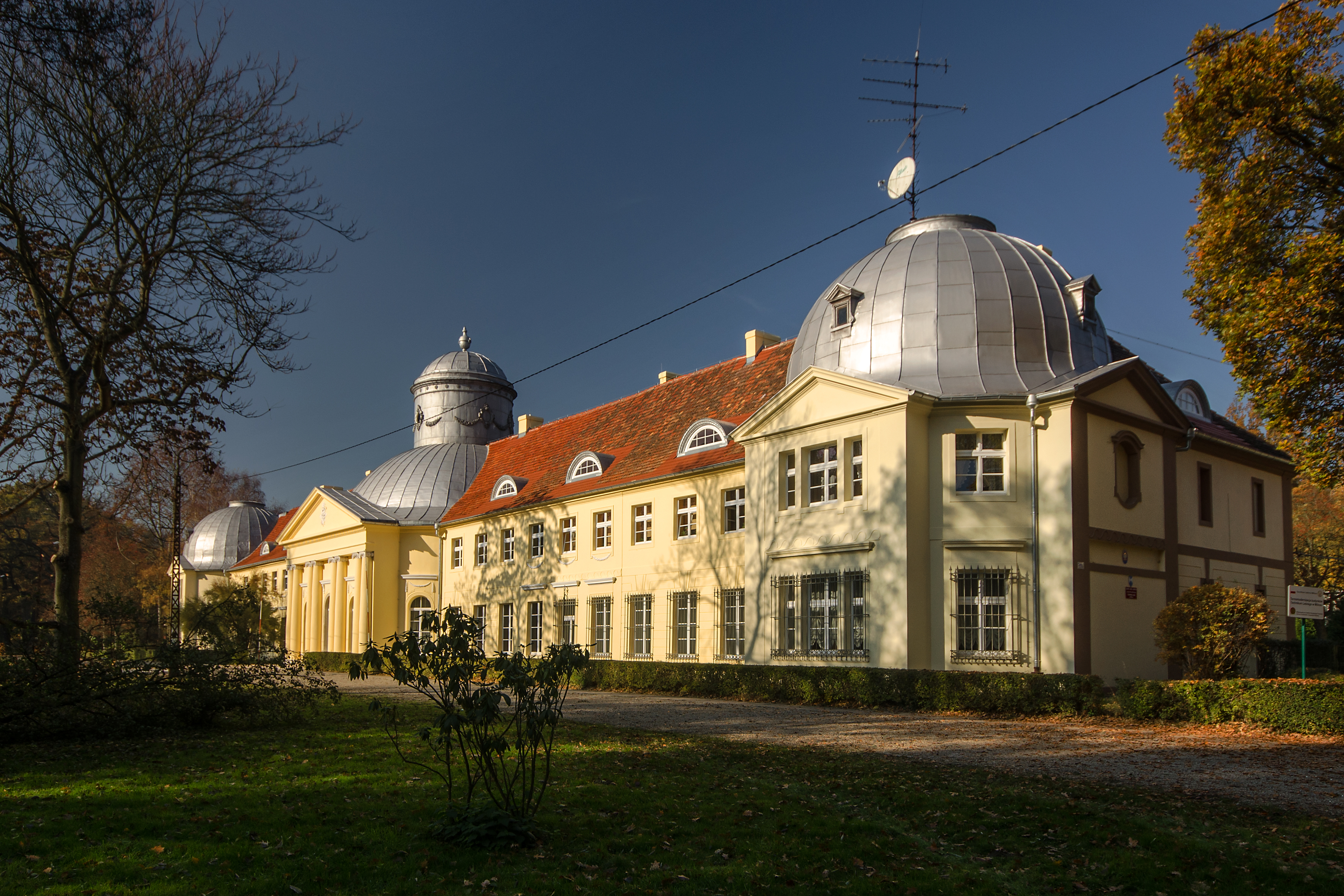
Schloss Militsch

Schloss Militsch (polnisch Pałac klasycystyczny w Miliczu) ist ein Schlossensemble in Milicz (deutsch Militsch) in der Woiwodschaft Niederschlesien in Polen.

## Geschichte

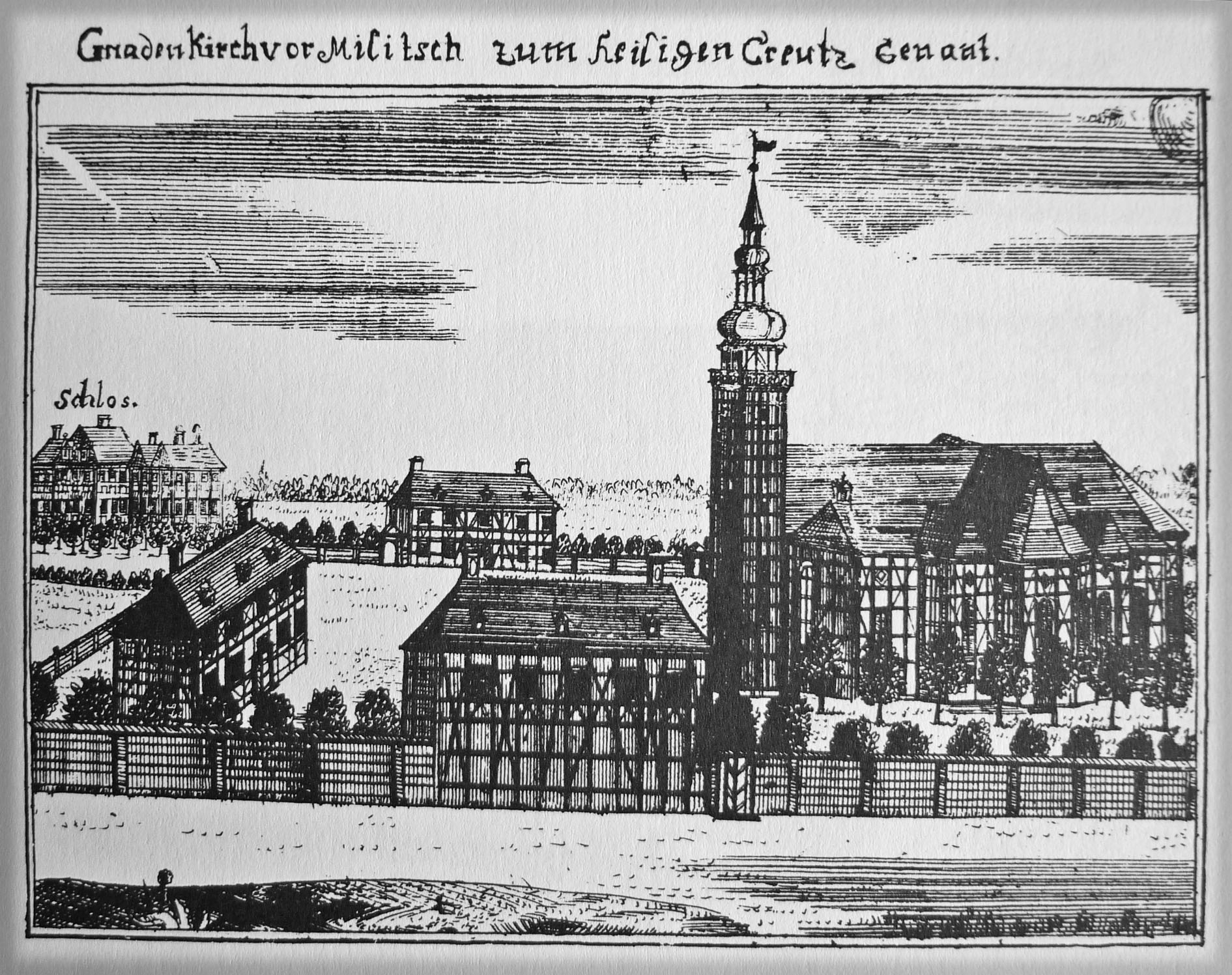
Ansicht von Militisch aus der Mitte des 19. Jahrhunderts – Im Hintergrund das Schloss Militsch

Seit dem 12. Jahrhundert sicherte eine Befestigung auf dem Hopfenberg (Chmielnik) den Übergang über die Bartsch, der als Teil der Straße Breslau-Danzig bedeutsam war. Konrad I. von Oels ließ um 1360 eine Burg errichten.
Das sogenannte „Alte Schloss“ wurde 1797 nach Brandzerstörung neogotisch wiedererrichtet, verfiel aber zu einer noch heute erhaltenen Ruine. Zwischen 1797 und 1799 ließ der preußische Minister Joachim Carl von Maltzan nach Entwurf von Carl Gottfried Geißler (1754–1823) ein klassizistisches Schloss mit 23 Fensterachsen erbauen. Gleichzeitig ließ er einen der ersten Landschaftsparks Schlesiens anlegen. Im Stil der Empfindsamkeit sollten ein Tempel der Musik, eine strohgedeckte Hütte, ein türkischer Pavillon und eine romantische Einsiedelei im Besucher unterschiedliche Stimmungen hervorrufen. Nach den Napoleonischen Kriegen wurde ein „Friedenstor“ hinzugefügt, das an das Bündnis zwischen Preußen, Österreich und Russland während der Befreiungskriege erinnern sollte. Das sogenannte „Schwarze Tor“ am westlichen Ausgang des Parks bildete hierzu ein Gegenstück. Das Leben in Militisch hat Maria von Maltzan beschrieben. 1919 heiratete hier ihre Schwester Alix den Offizier Walter von Reichenau, den späteren General in der NS-Zeit, der hier dicht an der neuen Grenze zu Polen diente.
Seit 1963 ist im Schloss eine Fachoberschule für Forstwirtschaft untergebracht.

## Bauwerk und Umgebung
In der Gebäudemitte liegt ein überkuppelter Festsaal. An der Nordseite schließen sich ein Verwaltungsgebäude aus dem 18. Jahrhundert und ein 1910 erbautes Gästehaus an. Im nördlichen Teil des von der Forstschule gepflegten Parks liegen das Schloss und die Ruine des „Alten Schlosses“. Der südliche Teil ist durch landschaftlich angelegte Wasserläufe und Teiche geprägt.